# Венценосные голуби
Венценосные голуби (лат. Goura) — род птиц семейства голубиных, содержащий четыре вида. Все они внешне довольно похожи, но отличаются друг от друга ареалами. Впервые вид был описан Джеймсом Френсисом Стивенсом в 1819 году.
Филогенетика венценосных голубей до конца не изучена. Было проведено несколько молекулярно-генетических исследований, высказавших предположение, что гривистый голубь, зубчатоклювый голубь и три вида венценосных голубей образуют отдельную группу, боковой ветвью которой являлись вымершие дронт и пустынник. Положение венценосных голубей, однако, сильно варьирует в зависимости от рассматриваемой секвенции ДНК. Иногда их определяют в подсемейство Treroninae, однако чаще их рассматривают как отдельное подсемейство под названием Gourinae.
Венценосные голуби обитают на Новой Гвинее и некоторых сопредельных островах. Они встречаются в лесах, передвигаясь по поверхности земли, питаясь упавшими плодами, семенами, а также улитками. Самцы и самки выглядят почти одинаково, однако в брачный период самцы для самок издают завлекающие звуки. Оба родителя насиживают яйцо в течение четырёх недель. Вылупившемуся птенцу необходимы после рождения около 30 дней, чтобы научиться летать. Продолжительность жизни венценосных голубей может превышать 20 лет.

## Виды
Международный союз орнитологов относит к роду четыре вида:
- Венценосный голубь (Goura cristata)
- Каштановогрудый венценосный голубь (Goura scheepmakeri)
- Goura sclaterii
- Веероносный венценосный голубь (Goura victoria)